# 糊塗大偵探
糊塗大偵探是由珠璣執導的1965年香港喜劇電影。由司徒安撰寫並由楊香監製，劇中主角為胡楓，夏萍，梁醒波，譚倩紅，俞明和高魯泉六個角色。

## 演員表
- 胡楓 飾 周維貢
- 夏萍 飾 唐錦甜
- 梁醒波 飾 朱大祥
- 譚倩紅 飾 胡莉貞
- 俞明 飾 唐不律
- 高魯泉 飾 兩頭蛇
- 林魯岳 飾 斬崩刀
- 西瓜刨 飾 大泡和
- 馮敬文 飾 史坑洪
- 朱由高 飾 大隻牛
- 徐二牛 飾 鬼仔福
- 小麒麟 飾 卡喇蘇
- 李壽祺 飾 司儀
- 林甦 飾 債主
- 馮明 飾 查票員
- 肥英 飾 大隻九
- 李榮 飾 打齋鶴
- 黃崇年 飾 大懵成
- 李細牛 飾 大泡勝
- 慧芳 飾 菜農妻
- 陳少鵬 飾 廖塔滿
- 蘇蝦 飾 唐底特
- 陳萍瑛 飾 探長
- 林寶娟 飾 女助手
- 潘月樓 飾 啞仔
- 林源 飾 債主
- 王克